# 板谷波山
板谷 波山（いたや はざん、1872年4月10日〈明治5年3月3日〉 - 1963年〈昭和38年〉10月10日）は、茨城県出身の、明治後期から昭和中期にかけて活動した日本の陶芸家。本名は板谷 嘉七（いたや かしち）。号は、始め「勤川」、のち「波山」。「勤川」は故郷を流れる五行川の別名「勤行川（ごんぎょうがわ）」に、「波山」は故郷の名山である「筑波山」に因む。
日本の近代陶芸の開拓者であり、陶芸家としては初の文化勲章受章者である。茨城県名誉県民。下館市名誉市民（合併により筑西市への移行に伴い、現在は筑西市名誉市民）。
日本の陶芸は縄文時代からの長い歴史をもつが、「職人」ではない「芸術家」としての「陶芸家」が登場するのは近代になってからであった。波山は、正規の美術教育を受けた「アーティスト」としての陶芸家としては、日本における最も初期の存在である。陶芸家の社会的地位を高め、日本近代陶芸の発達を促した先覚者として高く評価されている。理想の陶磁器づくりのためには一切の妥協を許さなかった波山の生涯は映画化もされている（後述）。

## 来歴
のちの板谷波山こと板谷嘉七は、1872年（明治5年）、茨城県真壁郡の下館城下（町制施行前の真壁郡下館町字田町、現在の筑西市甲866番地）にて、醤油醸造業と雑貨店を営む旧家・板谷家の主人であり、商才のみならず文化人としても多才であった善吉（板谷増太郎善吉）とその妻・宇多（うた）の三男として生まれた。
上京して2年後の1889年（明治22年）9月、18歳の嘉七は東京美術学校（現・東京芸術大学）彫刻科に入学し、岡倉覚三（天心）、高村光雲らの指導を受けた。1894年（明治27年）に東京美術学校を卒業した後、1896年（明治29年）、金沢の石川県工業学校（現・石川県立工業高等学校）に彫刻科の主任教諭として採用された。一年後に彫刻科が廃止されて陶磁科（後に窯業科）に転籍となり、元々興味があった陶芸を教えると同時に本格的に作陶に打ち込み始めた。1898年（明治31年）もしくは翌1899年（明治32年）には最初の号である「勤川」を名乗り始めた。
1903年（明治36年）に工業学校の職を辞し、家族と共に上京した彼は、同年11月、東京府北豊島郡滝野川村（現・東京都北区田端）に極めて粗末な住家と窯場小屋を築き、苦しい生活の中で作陶の研究に打ち込み始めた。窯の設計は平野耕輔が指導し、焚き口が三方にあり高火度焼成が可能な最新型であったが、当初は作品が焼き上がる歩留まり率が低かったうえに完成した作品もなかなか売れず、「板場破産」と自嘲するほど貧しかった。号を「勤川」から、終生用いることとなる「波山」に改めたのはこの頃であった。同じ1903年に東京高等工業学校（現在の東京工業大学）窯業科の嘱託となり、自在画と図案を担当し、1913年に同校を退職するまで平野耕輔教授と共に新製マジョリカの研究・試作を行い、自らの窯を建設しながら後世の教育にも努めた
。
波山は1908年（明治41年）の日本美術協会展における受賞以来、数々の賞を受賞し、1917年（大正6年）の第57回日本美術協会展では、出品した「珍果花文花瓶」が同展最高の賞である1等賞金牌（きんはい、金メダル）を受賞している。その後、1929年（昭和4年）には帝国美術院会員、1934年（昭和9年）12月3日には帝室技芸員になっている。
第二次世界大戦後の1953年（昭和28年）には陶芸家として初めて文化勲章を受章。1960年（昭和35年）には重要無形文化財保持者（いわゆる人間国宝）の候補となるが、これは辞退している。波山の「自分は単なる伝統文化の継承者ではなく、芸術家である」という自負が辞退の理由であったと言われている。
1963年（昭和38年）1月6日、53年の長きにわたって助手を務めてきた片腕というべき轆轤師（ろくろし）・現田市松（げんだ いちまつ）が満78歳（数え年79）で死去すると、波山は仕事の上でも精神的打撃を受けたと見られ、春のうちに病いを得て、4月2日、順天堂病院に入院する。手術を経て6月に退院するも、10月10日、工房のある田端にて生涯を終えた。波山は1964年東京オリンピックの開幕を楽しみにしていたが、開会式のちょうど1年間前に息を引き取った。享年92、満91歳没。絶作（最後の作品）となった「椿文茶碗」は没年の作品であり、彼の技巧が死の直前まで衰えていなかったことを示している。墓所はJR山手線田端駅近くの大龍寺の境内にある。

### 作陶技法
波山の作品には青磁、白磁、彩磁（多色を用いた磁器）などがあるが、いずれも造形や色彩に完璧を期した格調の高いものである。波山の独自の創案によるものに葆光釉（ほこうゆう）、葆光彩という釉薬（うわぐすり）を使った葆光彩磁という技法がある。これは、器の表面に様々な色の顔料で絵付けをした後、全体をマット（艶消し）の不透明釉で被うものである。この技法により、従来の色絵磁器とは異なった、ソフトで微妙な色調や絵画的・幻想的な表現が可能になった。前述の第57回日本美術協会展出品作「珍果文花瓶」もこの技法によるもので、美術学校時代に習得した彫刻技術を生かして模様を薄肉彫で表した後、繊細な筆で絵付けをし、葆光釉をかけた作品である。
波山は完璧な器形を追求するため、あえて轆轤師を使っていた。初窯制作期の1903年（明治36年）から清国に招聘される1910年（明治43年）まで勤めた佐賀県有田出身の深海三次郎（ふかみ みつじろう）と、その後任に当たった石川県小松出身の現田市松（前述）がそれで、とりわけ現田は波山の晩年に至るまで半世紀以上にわたるパートナーであった。
前述の「珍果文花瓶」は2002年（平成14年）、国の重要文化財に指定された。これは、同年に指定された宮川香山の「褐釉蟹貼付台付鉢」と共に、明治以降の陶磁器としては初めての国の重要文化財指定物件となった。また、茨城県筑西市にある波山の生家は茨城県指定史跡として板谷波山記念館内で保存公開されている。

## 代表作

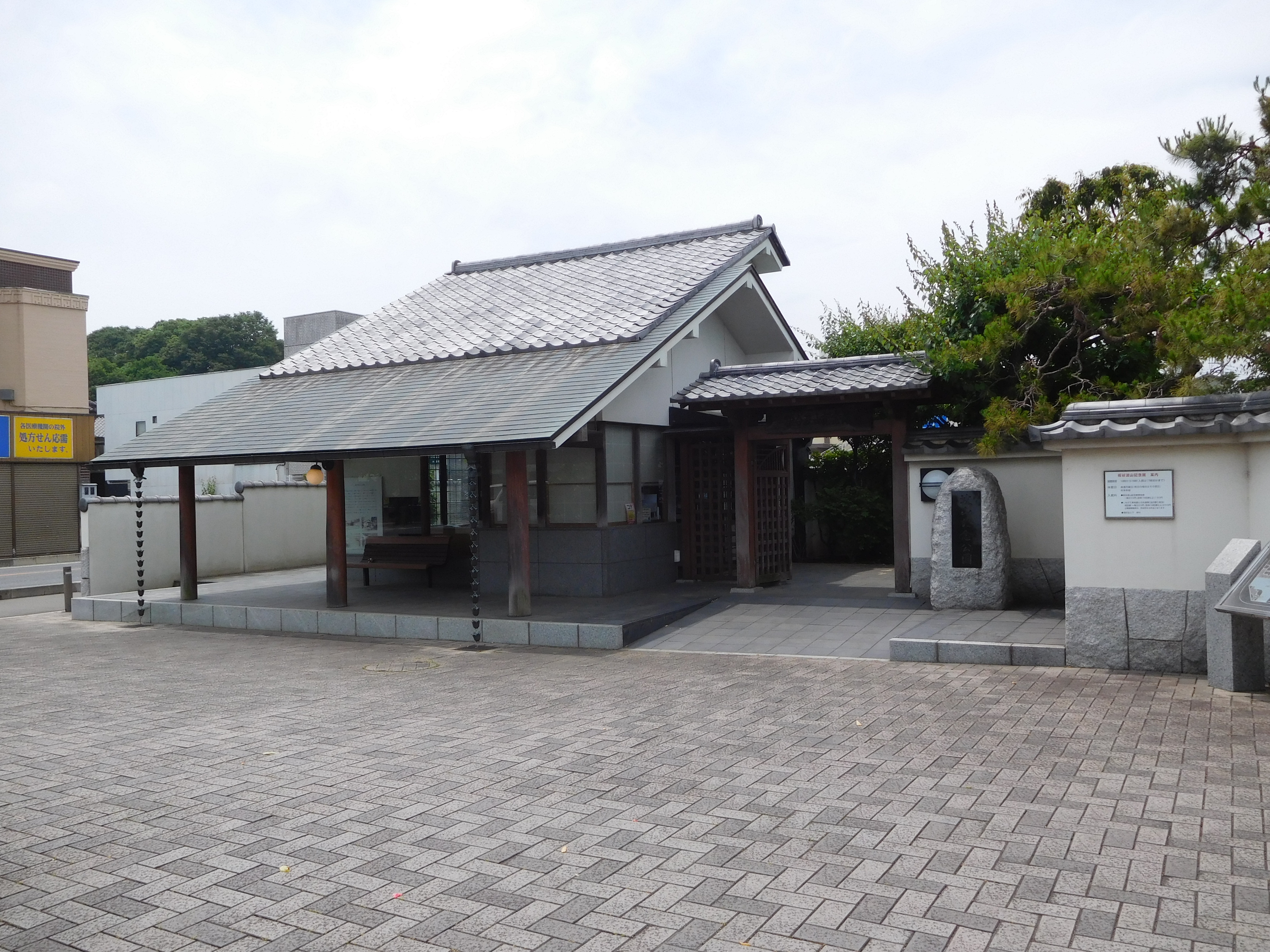
板谷波山記念館

- 葆光彩磁珍果文花瓶 ：1917年（大正6年）作の花瓶。国の重要文化財。泉屋博古館分館所蔵[7]。
- 彩磁禽果文花瓶 ：1926年（大正15年）作の花瓶。国の重要文化財。敦井美術館所蔵[8]。
- 彩磁延寿文花瓶 ：1942年（昭和17年）作の花瓶。出光美術館所蔵[9]。
- 彩磁椿文茶碗 ：1963年（昭和38年）作の茶碗。出光美術館所蔵。

## 人物
1958年（昭和33年）に妻を亡くして以降の波山は、住み込みのお手伝いさん2人と暮らしていた。8時頃に朝食としてご飯、味噌汁、お新香、海苔、納豆を食べ、作陶し、昼食はパンを食べ、夕食は御用聞きに来る魚屋から買った魚で刺身、煮魚、焼き魚などを摂った。故郷の下館からの来客があった時には、出前で蕎麦を取って歓待するのが常であった。おいしいものを贈られると皆に分け、下館にも送った。
性格は穏やかであったが、若い頃は怒りっぽく、自らを律して穏やかな性格を身に付けたという。日常生活は質素であったが、外出時には正装し、おしゃれにも気を遣った。作陶しない時は、読書やテレビ鑑賞、趣味の日本刀の手入れをしていた。テレビ番組は好きなものしか見ず、特にプロレスを好み、力道山のファンであった。
田端の波山邸の隣には弥生荘という四畳半のアパートがあり、渥美清が5年ほど住んでいた。渥美が住んでいたことは弥生荘の住人にも知られていなかったが、波山はお手伝いさんを通して茶菓を贈るなど親交があった。

## 観音像・香炉と鳩杖
波山は、東京田端で長きにわたり陶芸品の制作活動に打ち込みながら、生まれ故郷の下館にも想いを寄せ続けていた。故郷に帰省した際には、文化財の修復や保存、工芸展や観能会の開催、小学校の運動会への寄付をしたり、祇園祭のお囃子の伝授を行ったりもしていた。
1937年（昭和12年）に日中戦争が勃発し、下館の町で戦死者が出始めた（下館から出征した最初の戦死者は波山の実家「板善」の縁者であったといわれる）。波山は各遺族宅へ自ら弔問に訪れ、「忠勇義士」の文字を刻んだ自作の白磁香炉を霊前に供えた（その数は42点にものぼるといわれる）。その後、戦死者はさらに増え続けていったため、波山は香炉の贈呈について中断し、あらためて戦後に自作の白磁観音像を贈ることとし、1951年（昭和26年）4月29日と1956年（昭和31年）7月10日の2回にわたり、故人の名前と波山の銘が記された桐箱に収められた観音坐像が、計271名の遺族へ贈られた。
また1933年（昭和8年）、実家「板善」を継いだ義兄が82歳となり、自作の鳩杖を祝物として贈ろうと考えたことをきっかけとして「兄だけでなく故郷旧知の方々にも同じく祝物を」と考え、下館町の80歳以上すべての高齢者に自作の鳩杖が贈呈された。こちらも、絹の袋に入れてから桐箱へ収め、さらに熨斗付きの奉書紙で包み水引で結んだものを、自らが一軒一軒を回り、直接本人に手渡している。鳩の部分には鋳物と白磁の2種類あるが「最初は私得意の焼物で鳩を作ろうかと思いましたが疵（きず）でも出来るといけぬと（思い）、合金の鋳物にしました。杖は狂いの出ぬよう南洋産の木を用い、女の方には赤みのところ、男の方には黒味を使いました」と波山は語っている（太平洋戦争中、鋳物から白磁に、桐箱から和紙の袋に変わった）。以来、自らの住まいと窯が東京大空襲で破壊され、故郷へ疎開していた間も含めて休むことなく、自らが80歳となる1951年（昭和26年）まで私費で毎年続けた。

## 関連施設

板谷波山記念館正面（記念公園）に建つ銅の胸像（吉田三郎作）

- 板谷波山記念館 ：1980年（昭和55年）開業（開館）。茨城県筑西市田町甲866番地1に所在。
- しもだて美術館 ：2003年（平成15年）開業（開館）。茨城県筑西市丙372（アルテリオ3階）に所在[15]。
- 田端文士村記念館 ：東京都北区田端6丁目1-2（田端駅北口至近）に所在。田端界隈に集まり住んでいた芥川龍之介、菊池寛、田河水泡その他の芸術・文筆家らとともに、波山の文化芸術活動を記念して紹介されている。

## 関連作品

### 板谷波山を描いた映画
- 『HAZAN』 ：2004年（平成16年）公開。桜映画社[16]。
- 『波山をたどる旅』 ：2013年（平成25年）公開。企画：陶芸WEB、製作：プロジェクト茨城[17]。

### 映画「HAZAN」
2004年（平成16年）には、波山の生涯を題材にした映画『HAZAN』（監督：五十嵐匠、主演〈波山役〉：榎木孝明）が公開された。この映画は、ヴァルナ (ブルガリア)で開かれた国際映画祭でグランプリを受賞している。

### ドキュメンタリー
- 日曜美術館「完璧なやきものを求めて 板谷波山の挑戦」（2023年2月12日、NHK Eテレ）[18]